# Столкновения в мечети Аль-Акса (2023)
Столкновения в Аль-Аксе в 2023 году — серия столкновений, которые произошли между палестинскими радикалами и израильской полицией на территории мечети Аль-Акса в Иерусалиме в апреле 2023 года. После вечерней молитвы Рамадана группа палестинцев забаррикадировалась внутри мечети, услышав сообщения о том, что еврейские религиозные экстремисты планируют принести на Храмовой горе в жертву козу (хотя израильская полиция и Главный раввинат заверили, что не допустят этого действия, запрещённого израильским законодательством). После долгих попыток уговорить палестинских арабов покинуть мечеть, израильская полиция вошла в неё в защитном снаряжении; в полицию полетели заранее приготовленные камни и залпы из фейерверков; в столкновениях с полицией пострадали 50 палестинцев.

## Предыстория
Столкновения произошли в период усиления израильско-палестинской напряженности из-за сближения священного для мусульман месяца Рамадан и иудейского праздника Песах.
С началом Рамадана 22 марта верующие палестинцы пытались ночевать в мечети Аль-Акса, однако такая практика обычно разрешалась только в последние 10 дней праздника (11-21 апреля). По этому каждую ночь во время Рамадана израильская полиция входила в мечеть, чтобы выселить оттуда палестинцев.
3 апреля израильская полиция задержала еврейского активиста в Храмовой горе при попытке нарушить запрет на молитву евреев на территории мечети Аль-Акса и совершить ритуальное жертвоприношение в честь Песаха, который должен был начаться вечером 4 апреля. В тот же день министр национальной безопасности Бен-Гвир призвал еврейские группы отправиться на Храмовую гору во время Песаха, но воздерживаться от ритуальных жертвоприношений. Согласно статус-кво, евреям разрешено посещать Храмовую гору, но молиться там запрещено

## Ход событий
Столкновения начались в ночь на 4 апреля, когда несколько сотен палестинцев, принеся в мечеть Аль-Акса фейерверки, палки и камни, после молитвы забаррикадировались внутри мечети, опасаясь, что евреи планируют отправиться на Храмовую гору, чтобы совершить там ритуальное жертвоприношение, несмотря на его запрет. В ответ, после долгих и бесплодных переговоров с арабами, израильская полиция совершила обыск в мечети в защитном снаряжении. В полицию кидали камни и стреляли фейерверками. По словам палестинцев, полиция бросала светошумовые гранаты, стреляла резиновыми пулями и избивала палестинцев на полу дубинками, ранив не менее 50 человек. На видео, опубликованном израильской полицией, видно, что внутри мечети палестинцы действительно запускали фейерверки, в результате чего один полицейский получил ранения. Эти события усилили напряженность между евреями и палестинцами и привлекли внимание международного сообщества к продолжающемуся конфликту в регионе.
На следующую ночь палестинцы снова забаррикадировались внутри мечети и были насильно выселены оттуда израильской полицией.

## Реакция
The Times of Israel сообщил о оценке высокопоставленного израильского чиновника о том, что полиция «зашла слишком далеко» в обращении с палестинцами, что это придало вес лозунгу «Аль-Акса в опасности», воодушевило врагов Израиля и нанесло ущерб репутации Израиля. Чиновник призвал пересмотреть поведение офицеров, поскольку им было приказано действовать сдержанно. Однако он заявил, что полиция была вынуждена войти в мечеть после получения информации о том, что многочисленные палестинцы хранили там оружие с намерением атаковать сотрудников службы безопасности и израильских гражданских лиц. Другой представитель израильской службы безопасности обвинил назначенный Иорданией Иерусалимский вакф в том, что он не предпринимает достаточных мер против палестинских бунтовщиков. Палестинская администрация и ХАМАС осудили действия израильской полиции и назвали это преступлением. Израильские власти оправдывали свои действия тем, что они были необходимы для поддержания общественного порядка и безопасности.

#### Европейский союз
- Ведущий представитель ЕС по внешним связям Питер Стано заявил, что ЕС «глубоко обеспокоен» событиями в мечети Аль-Акса и призывает все стороны проявлять сдержанность во время религиозных праздников[12].

#### Канада
- Премьер-министр Канады Джастин Трюдо выразил обеспокоенность и призвал к деэскалации насилия[13].

#### Турция
- Лидер Народно-республиканской партии Турции Кемаль Кылычдароглу осудил «нападение на наших палестинских братьев в мечети Аль-Акса»[14].

#### Кувейт
- Эмир Кувейта Наваф аль-Ахмед аль-Джабер ас-Сабах осудил «зверскую агрессию Израиля против невинных прихожан»[15].

#### ОАЭ
- Министры иностранных дел[англ.] и международного сотрудничества Объединенных Арабских Эмиратов осудили штурм мечети Аль-Акса израильской полицией и подчеркнули, что палестинцы не должны были баррикадироваться внутри мечети с оружием и взрывчаткой[16].

#### Оман
- Министерство иностранных дел Омана[англ.] выступило с заявлением, осуждающим «штурм мечети Аль-Акса израильскими оккупационными силами»[17].

Кроме того, действия израильской полиции были осуждены министерствами иностранных дел Катара, Турции, Иордании, Саудовской Аравии, Бахрейна, Ирана, Марокко, Алжира, Пакистана, Афганистана, Бангладеша и Малайзии.

## Последствия
После инцидента группировки палестинских боевиков предупредили израильтян о дальнейшей конфронтации. 6 апреля Армия обороны Израиля (ЦАХАЛ) сообщила, что из сектора Газа в сторону Израиля было выпущено девять ракет. Позже она заявила, что из Ливана тоже были выпущены несколько ракет палестинскими группировками. Немедленных комментариев со стороны ливанской армии не последовало. В письменном заявлении Временные силы ООН в Ливане (ЮНИФИЛ) назвали ситуацию «чрезвычайно серьёзной» и призвали к сдержанности. В их сообщении также говорилось, что глава ЮНИФИЛ Арольдо Лазаро находится в контакте с властями обеих сторон.